# Buarbreen
Der Buarbreen (oft auch Buerbreen) ist der Name eines Gletschers westlich der Ortschaft Odda in Norwegen.
Er bezeichnet einen Teil des Folgefonna. Nach dem UNESCO-Klassifizierungssystem handelt es sich um einen Gletscher des Typs 434. Das heißt, er weist einen Gletscherabfluss, eine größere Eismasse oder Eiskappe (4) mit einer einzelnen Firnfläche (3) und mit einem Eisfall/Eisstufe (4) auf.

## Lage
Als Buarbreen wird der Teil des Folgefonna bezeichnet, der zwischen den beiden Gipfeln Reinanuten und Nordbakkennuten ostwärts in das Buertal fließt. Er besitzt heute drei klar ausgebildete Gletscherzungen, die über eine Abbruchkante ins Tal fließen und so in die Form eines Talgletschers übergehen. Die beiden größeren Gletscherzungen werden Nedre Buerbreen und Øvre Buerbreen genannt.
Der Buarbreen bildet eines der 27 hydrologischen Gebiete des Folgevonna. Das unmittelbar südlich gelegene Gebiet des Folgefonna hat keinen eigenen Namen, während das unmittelbar nördlich gelegene Gebiet als Ruklebreen bezeichnet wird. Aus allen drei Teilgebieten fließt das Wasser in das Sandvinvanten, weshalb alle drei Gebiete in der Fachliteratur die gleiche Gewässernummer 048.B1 haben. Bei der Messung anhand eines Flugfotos vom 17. August 1981 wird der höchste Punkt mit 1640 m.ü.M und der niedrigste mit 620 m.ü.M angegeben.

## Teilgletscher
Die drei Teilgletscher bilden sich auf Höhen zwischen 1300 und 1400 Metern aus dem Nährgebiet des Buarbreen, somit in unmittelbarer Nähe zur Gleichgewichtslinie, welche 1988 auf 1350 m.ü. M festgelegt wurde.
Der Nedre Buerbreen, der die südlichste der Gletscherzungen bildet, erstreckt sich am weitesten ins Tal. Er hat auch den steilsten Eisabbruch, der heute sogar um eine Felsnase herumfließt. Die Eismassen sind aber zusammenhängend und bilden am Fuß einen richtigen Talgletscher. Bei der Messung im Jahr 1981 befand sich die Gletscherzunge auf 620 m. ü. M., auf der Karte von 2005 bei ca. 680 m. ü. M. Der Øvre Buerbreen ist die mittlere Gletscherzunge; er hat nicht ganz eine so steile Stufe wie der Neder Buerbreen zu überwinden. Mit seiner sehr zerklüfteten Oberfläche fließt er ohne weitere groß sichtbare Gefällsänderungen ins Tal. Seine Zuge überwindet etwa 400 Höhenmeter und endet somit rund 200 Meter höher als der Nedere Buerbreen. Der Øvre Buerbreen endet auf der Karte von 2005 auf rund 900 m. ü. M. Die nördlichste Gletscherzunge ist sehr klein und unbenannt. Sie fließt etwa 200 Höhenmeter ins Tal und endet auf der Karte von 2005 bei rund 1080 m. ü. M. Diese Gletscherzunge weist fast keinen Schmelzwasserabfluss auf. Das Schmelzwasser des Øvre Buerbreen fließt in nördliche Richtung zum Nedre Buerbreen, wo es sich fast unmittelbar an der Gletscherzunge mit dem Schmelzwasser des Nedere Buerbrenn vereinigt. Hier besteht und bestand immer die Gefahr, dass sich beim Vorstoßen des Nedre Buerbrenn ein labiler Schmelzwassersee bildet. Die beiden Abflüsse vereinigen sich zur Buerelvi, die durch Buertal ins Sandvinvanten strömt. Von dort gelangt sie über den Opo in den Oddafiord und ins Meer.

## Quelle
- Als Karte für Schreibweisen und Höhenangaben wurde die Turkart 1:50'000 Folgefonna Nasjonalpark von 2006 verwendet, die auf offiziellen norwegischen 50'000 Karten (1315 III, 1315 IV, 1314 IV, 1214 I, 1214 IV, 1215 I – IV) von 2005 beruht.